# Acari
Acari o Acarina (del griego ἀκαρής akarés, ‘diminuto’, ‘que no se corta’), comúnmente denominados como ácaros, son una subclase de arácnidos, aunque durante mucho tiempo fueron considerados un orden. Existen casi 50 000 especies descritas, y se estima que existen entre 100 000 y 500 000 especies que todavía no han sido halladas.
La mayoría de los ácaros son diminutos y alcanzan unos pocos milímetros de longitud; el ácaro de los folículos humanos mide solo 0,1 mm (menor que algunos protozoos) y los ácaros del polvo doméstico miden entre 0,2 y 0,5 mm; en el otro extremo, los ácaros de terciopelo alcanzan longitudes de 10 mm.
Los ácaros son uno de los grupos más antiguos de animales terrestres; se conocen fósiles del Devónico inferior, hace unos 400 millones de años.
Hay ácaros en medios terrestres y acuáticos, incluso en el medio marino. Son en su mayoría depredadores, pero los hay fitófagos, detritívoros y parásitos; las garrapatas son hematófagas y son vectores de numerosas enfermedades infecciosas.
Algunos ácaros tienen impactos negativos, incluso con implicaciones económicas, al ser parásitos de plantas, de animales (como las garrapatas de las abejas melíferas del género Varroa) y del ser humano (como el ácaro arador de la sarna), o el ácaro del polvo (Dermatophagoides farinae) causante de alergias.

## Características
Los ácaros son pequeños, con larvas hexápodas (de seis patas), y tres estadios ninfales de ocho patas (el ciclo está abreviado en grupos derivados).
El cuerpo está dividido en dos tagmas o regiones. La región anterior, llamada gnatosoma en los ácaros parasitiformes y proterosoma en los acariformes, es pequeña y está delimitada posteriormente por una sutura; lleva los quelíceros y los pedipalpos, las coxas (primer artejo de la pata, por el cual esta se une al tórax) de los cuales están fusionadas centralmente para formar el hipostoma. El tagma posterior, conocido como idiosoma (parasitiformes) o histerosoma (acariformes) lleva las patas y ha perdido todo rastro externo de segmentación. La alimentación se realiza primariamente a base de comida fragmentada (excepto en varios grupos derivados).
Los quelíceros son importantes en la captura e ingestión del alimento. La forma primitiva, que es la que presentan muchas de las especies actuales, es la quelado-dentada; la quela o pinza está formada por un segmento distal móvil que se articula con el dedo fijo. Hay una gran variedad de quelíceros de este tipo, de los cuales pueden hacerse derivar los tipos derivados (perforadores, chupadores). Algunos grupos pueden utilizarlos para transferir espermatozoides o para anclarse durante la foresia.
Los pedipalpos constan de uno a seis segmentos. Sirven para localizar y manipular el alimento y por ello están dotados de mecanorreceptores y quimiorreceptores. Su aspecto recuerda a pequeñas patas más o menos modificadas (anteniformes, raptoras, reducidas a muñones, etc.). Las patas constan de siete artejos (coxa, trocánter, fémur, genu, tibia, tarso y pretarso); en los acariformes las coxas forman parte del cuerpo; los ixódidos presentar órganos de Haller en los tarsos del primer par de patas, que son agrupaciones de setas que forman camòs especialmente sensitivos.

## Biología
Los ácaros tienen hábitats muy diversos y han colonizado casi todos los ambientes, tanto terrestres como dulceacuícolas y marinos (hasta los 5000 m —metros— de profundidad), incluso los más extremos como los polos y las altas montañas, los desiertos, el suelo hasta una profundidad de 10 m, aguas termales con temperaturas superiores a 50 °C (grados Celsius). En un metro cuadrado de suelo en un bosque boreal de coníferas se encontraron más de 1 millón de ácaros pertenecientes a 200 especies distintas de al menos 50 familias.
Muchos ácaros se alimentan de plantas (musgo, helechos, hojas, tallos, flores y frutos), de líquenes y microorganismos, de otros artrópodos y de otros ácaros. Muchos viven sobre los cultivos y son temibles plagas (como la araña roja) o útiles agentes biocontroladores de esas plagas (como los fitoseidos).
Los mamíferos y las aves son hospedadores de innumerables especies y también muchos reptiles y algunos anfibios. Los insectos, en especial los que construyen nidos o viven en hábitats semipermanentes como madera en descomposición o excrementos, son hospedadores de muchas especies comensales, parásitas o mutualistas.

## Filogenia
La mayor parte de los especialistas reconocen dos grandes linajes de ácaros, los acariformes y los parasitiformes, aunque los nombres utilizados para referirse a estos grupos han variado considerablemente. Se consideran órdenes o superórdenes en función de la clasificación adoptada. 
La mayoría de los análisis moleculares confirman que Acari es un taxón monofilético, unos pocos han sugerido que es parafilético. La relación de los ácaros con respecto a otros arácnidos no se considera todavía resuelta. Los análisis moleculares sugieren que pueden ser el clado basal de los arácnidos o estar relacionado en un clado mayor con los órdenes Solifugae, Ricinulei, Opiliones y Palpigradi. La relación entre estos taxones es controvertida, se ha propuesto varias filogenias y posiciones.
Los análisis filogenéticos han dado las siguientes relaciones entre los órdenes de ácaros:
|  | Sarcoptiformes |
|  |                |
|  | Trombidiformes |
|  |                |

|  | Mesostigmata                                            |
|  |                                                         |
|  | \| \| Holothyrida \| \| \| \| \| \| Ixodida \| \| \| \| |
|  |                                                         |
|  | Holothyrida                                             |
|  |                                                         |
|  | Ixodida                                                 |
|  |                                                         |

|  | Holothyrida |
|  |             |
|  | Ixodida     |
|  |             |

|  | Mesostigmata                                            |
|  |                                                         |
|  | \| \| Holothyrida \| \| \| \| \| \| Ixodida \| \| \| \| |
|  |                                                         |
|  | Holothyrida                                             |
|  |                                                         |
|  | Ixodida                                                 |
|  |                                                         |

|  | Holothyrida |
|  |             |
|  | Ixodida     |
|  |             |

|  | Sarcoptiformes |
|  |                |
|  | Trombidiformes |
|  |                |

|  | Mesostigmata                                            |
|  |                                                         |
|  | \| \| Holothyrida \| \| \| \| \| \| Ixodida \| \| \| \| |
|  |                                                         |
|  | Holothyrida                                             |
|  |                                                         |
|  | Ixodida                                                 |
|  |                                                         |

|  | Holothyrida |
|  |             |
|  | Ixodida     |
|  |             |

|  | Mesostigmata                                            |
|  |                                                         |
|  | \| \| Holothyrida \| \| \| \| \| \| Ixodida \| \| \| \| |
|  |                                                         |
|  | Holothyrida                                             |
|  |                                                         |
|  | Ixodida                                                 |
|  |                                                         |

|  | Holothyrida |
|  |             |
|  | Ixodida     |
|  |             |

## Taxonomía
La taxonomía de los ácaros es compleja y no está aún resuelta. De manera tradicional, los ácaros han sido considerados un orden de la clase arácnidos, pero en la mayoría de los estudios recientes, los ácaros se consideran una subclase, que puede dividirse en dos superórdenes que incluyen diversos órdenes:
- Superorden Acariformes o Actinotríquidos

Orden Sarcoptiformes
Orden Trombidiformes
- Superorden Parasitiformes o Anactinotríquidos

Orden Holothyrida
Orden Ixodida
Orden Mesostigmata
Orden Opilioacarida
Los acariformes contienen más de 350 familias y más de 30 000 especies descritas; se reconocen dos linajes principales, los sarcoptiformes (Oribatida y Astigmata) y trombidiformes (Prostigmata); además, ocho familias de acariformes basales se agrupan en Endeostigmata, grupo parafilético que contiene taxones que pertenecen a los dos linajes principales.
Los parasitiformes incluyen cuatro órdenes; Ixodida, con tres familias y unas 850 especies (garrapatas), Holothyrida, con tres familias y unas 30 especies, Mesostigmata, con unas 104 familias y más de 10 000 especies descritas y Opilioacarida con una familia (Opilioacaridae), y unas 20 especies conocidas.

## Plagas agrícolas

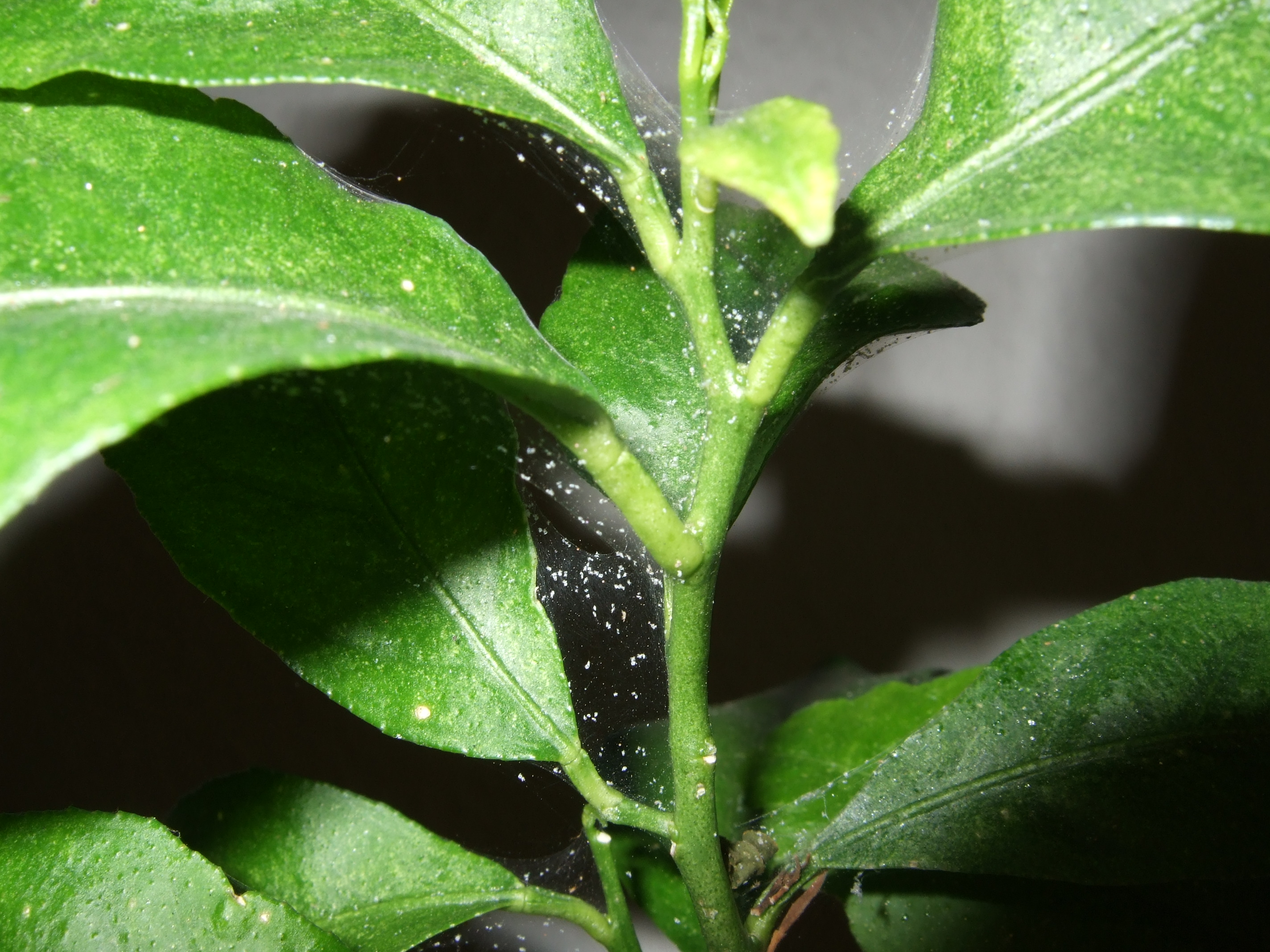
Tetraníquidos en un limonero

Se pueden encontrar principalmente tres tipos de ácaros, eriófidos y tetraníquidos:
Eriófidos
Tienen reproducción sexual, un tamaño de unos 0,1-0,2 mm (milímetros), son de color blanquecino. Solo presentan dos pares de patas. Comen con cinco estiletes muy pequeños e inyectan saliva, pero el daño mecánico es muy pequeño, sin embargo la saliva puede portar virus. Necesitan tejido vivo para poder vivir, nunca sobre tejido muerto. Son plagas de plantas permanentes.
Tetraníquidos
Son los ácaros más característicos, con quelíceros a través de los que se alimentan, y palpos. Los palpos son órganos sensoriales. Presentan cuatro pares de patas. Son chupadores, el tamaño es de unos 0,5 mm, daño que producen es básicamente el vaciado del contenido celular. Se suelen observar punteaduras de color amarillento en la mayoría de los casos. En el caso del algodón las manchas pueden ser de un color violáceo. La reproducción es sexual, pasan por dos estadios de larva y otro de ninfa. Se combaten con Tetradifon + Dicofol, Fembutestan. Por lo general se localizan en el envés de las hojas. Distinguimos principalmente dos especies:
Tetranychus urticae o araña roja
Presentan dos manchas a ambos lados del idiosoma, tiene un tamaño de unos 0,5 mm. Ataca a más de 150 especies de interés agrícola, tanto herbáceos como leñosos. Es muy polífago. Se localiza principalmente en el envés de las hojas y forma abundante telaraña. Los huevos son totalmente esféricos. Pasan por dos estados de larva y otro de ninfa. Produce punteaduras amarillas en el naranjo, pero también puede producir una mancha amarilla continua. En el caso del algodón produce una mancha rojiza continua. En el caso del limón produce lo que se llama bigote del limón (mancha negra ). Hiberna en estado de adulto, en vegetación espontánea.
Panonychus ulmi o araña roja de los frutales
Es uno de los ácaros que más ataca a los frutales, es muy polífago. Presentan tubérculos blancos con tecas. El huevo es muy característico, está achatado por los polos y lleva una especie de mástil del cual surgen vientos de cera que lo unen al sustrato. Hibernan en estado de huevo, apelotonados en los brotes de las axilas, las larvas aparecen en primavera y se localizan en el envés de las hojas, produciendo decoloraciones plomizas en las hojas de los frutales. Estas hojas acaban secándose y caen al suelo. Es una plaga típica de verano. El mejor momento para tratarlo es cuando han avivado el 70 % de los huevos.

## Alergia
Los excrementos de los ácaros y los ácaros muertos son los factores desencadenantes más comunes de la alergia perenne y de los síntomas del asma; se dispersan en un polvo fino que es inhalado por los habitantes del recinto donde se encuentran. Los ácaros del polvo, que son los que se hallan en los entornos domésticos, se encuentran por toda la casa. En las habitaciones los ácaros se alimentan de escamas de piel humana o animal. Una persona desprende un total aproximado de un gramo de piel al día. Los ácaros abundan en colchones, mantas, almohadas, sábanas y sofás, ya que son dermatófagos. Se desenvuelven en condiciones óptimas con temperaturas superiores a 20 °C y humedades comprendidas entre el 70 y el 80 %. En altitudes superiores a los 1100 m s. n. m. (metros sobre el nivel del mar), los ácaros dejan de tener buenas condiciones de vida, siendo las regiones montañosas consideradas como lugares ideales para combatir las alergias y el asma.
Los ácaros viven entre dos y tres meses, en los cuales realizan una o dos puestas de huevos, las cuales suelen contener entre 20 y 40 huevos. Los periodos más propicios para la reproducción son la primavera y el otoño.
Los síntomas de la alergia a los ácaros del polvo pueden incluir congestión o goteo de la nariz con estornudos (particularmente en la mañana), picazón y lagrimeo de los ojos, tos, silbido al respirar y enrojecimiento de la piel.
Los alergénicos de los ácaros son bien conocidos. Los antígenos major son Der p1 (D. pteronyssinus), Der f1 (D. farinae) e Eur m1 (Euroglyphus maynei).
Para que se dé una sensibilización a los ácaros, es necesario una tasa de antígeno Der p1 superior o igual a 2 micras por gramo de polvo doméstico. Se calcula que la sensibilización a los ácaros está entre el 10 y el 20 % de la población general; son los responsables de la mayoría de los casos de alergias nasales y asma alérgica perenne. También tienen un papel importante en la dermatitis atópica. Se han descrito algunos casos de anafilaxia por ingestión de alimentos contaminados por grandes cantidades de D. farinae, harinas, pizzas, pescado y legumbres, entre otros.

### Prevención

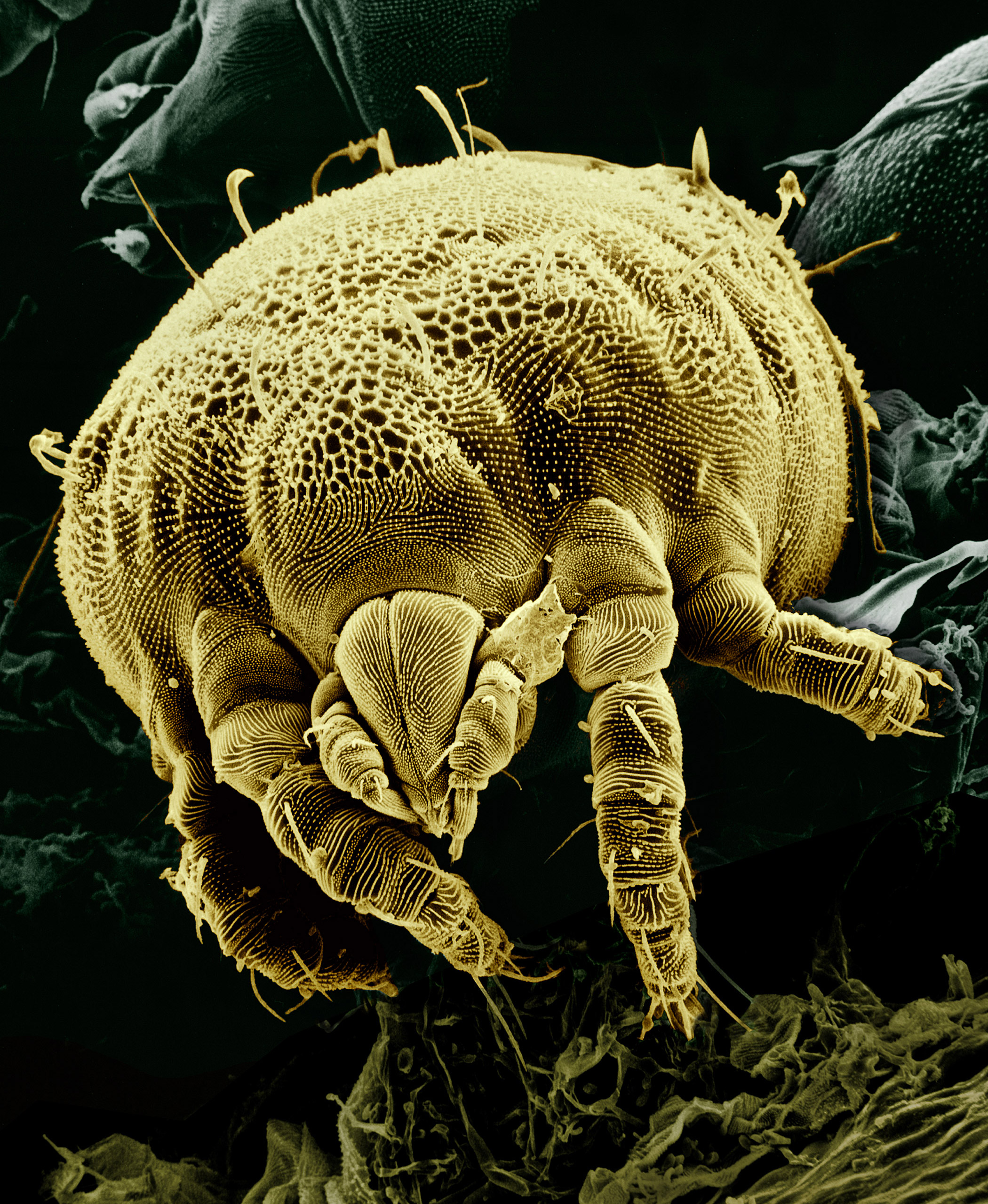
Un ácaro visto al microscopio electrónico de barrido.

Las medidas preventivas para evitar los ácaros domésticos son los primeros pasos para evitar las alergias. Entre estas medidas están:
- La aireación diaria de las habitaciones.
- Cambio frecuente de colchones.
- La exposición de los colchones, ropa de cama y demás lencería del hogar al sol.
- El lavado frecuente a más de 60 °C (grados Celsius) de la ropa de cama, alfombras y tapices (o evitar estos últimos por completo).
- La aspiración de todos los elementos de la habitación con aspiradores especiales (no lineales), HEPA o con sistemas hidráulicos. Los descontaminadores y sistemas capaces de retener partículas de 0,1 µm (micrómetros) son los más eficaces.
- La utilización de fundas antiácaros para los colchones y almohadas.
- Evitar animales domésticos, ya que son portadores de ácaros.
- El lavado frecuente de los muñecos de peluche (o evitarlos).
- Mantener una atmósfera seca, entre 50 y 60 % de humedad relativa y una temperatura inferior a 20 °C.
- Evitar las regiones con climas húmedos.
- Evitar acercamiento a lugares con depósitos de algodón, plumas o pelos de animales, los cuales acumulan y propician su desarrollo.

### Acaricidas domésticos
Los acaricidas son sustancias químicas no tóxicas para los seres humanos, con capacidad de eliminar los ácaros. Hay varios productos de este tipo en el mercado para el tratamiento de colchones, alfombras, sofás, ropa de cama, etc.; son sustancias como el benzoato de bencilo y el ácido tánico.